# الاحتلال البريطاني للعراق
بريطانيا وكدولة استعمارية كبرى سبق وأن هيمنت على الهند والتي أسمتها درة التاج البريطاني لما للهند من مميزات هامة على رأسها، وجود الموارد المعدنية ومصدر للتوابل، ولكون الهند من الدول الأولى في إنتاج العديد من المواد الأولية مثل الخشب.
ومهدت دولة الهند البريطانية لغزو واحتلال العراق بإيعاز من «حكومة صاحب الجلالة» في لندن تمهيدًا لضمه إلى الإمبراطورية البريطانية من خلال سياسة اعتمدتها منذ وقت طويل جاوز فترة المائتي عام وذلك بعقد الاتفاقات التجارية وإرسال السفراء والقناصل والمستشرقين لدراسة المجتمع العراقي عن كثب، وتعزز ذلك من خلال تأسيس شركة الهند الشرقية البريطانية وما سمي لاحقًا بيت لينج للتجارة مع الهند.
ومع بدء الحرب العالمية الأولى في (أكتوبر/ تشرين الأول عام 1914م)، أنزلت حكومة الهند البريطانية الشرقية جيشًا مؤلفًا من خليط من بريطانيين وهنود في عدة فيالق بما سموا بجيش الليفي، حيث وطئت أرض أول جندي هندي بريطاني منطقة رأس الخليج العربي بين الكويت والبصرة وحدثت معارك بين القوات البريطانية وقوات العشائر العراقية تساندها القوات التركية، ومن أشهر تلك المعارك هي معركة كوت الزين التي قُتل فيها الكثير من عناصر القبائل العراقية مثل شلال الفضل الوائلي رئيس عام عشائر الشرش في القرنة البصرة، ولكن قوة أسلحة الجيش البريطاني حالت دون النصر، وبعد حوالي شهرين سيطرت القوات البريطانية على البصرة.

## لمحات ومقتطفات
العراق لفظة بابلية أُطلقت لأول مرة على إمارة أوروك وهي إحدى الإمارات في عصر دويلات المدن، والتي توسع حكما لاحقا ليشمل الأقاليم المجاورة. والعراق أو ما اصطلح عليه بتسمية أرض السواد أو بلاد الرافدين أو بلاد بابل، فيعد مكان جغرافي وتاريخي واحد على الرغم من اختلاف الأعراق والمذاهب المكونة له، فهو يشكل امتدادا منفتحا طبيعيا وبشريا لما يجاوره من أقاليم عربية ارتبط معها، علاوة على أواصر التاريخ والجغرافية، فقد أرتبط بها بأواصر الدولة الواحدة على مر الأزمان. ففي عهد الدولتين البابلية والآشورية والتي يرجع تأريخها إلى ما قبل الألف الثالث قبل الميلاد، كان امتداد الدولة على مجمل بلاد الشام والجزيرة العربية وصولا إلى مصر التي فتحها الآشوريون وضموها لممالكهم. وبقى العراق كيان ومكون واحد منذ الدولة العربية الإسلامية وحتى الدولة العثمانية التي قسمته إداريا إلى أربعة ولايات البصرة والموصل وشهره زور وتقع هذه الولايات الثلاث تحت هيمنة الولاية الرابعة الأم بغداد باعتبارها العاصمة السابقة للخلافة.
أما موقع العراق الجغرافي وشكل تضاريسه غير المعقدة وموارده المائية والطبيعية والزراعية منحته عمقا إستراتيجيا دوليا مهما في السياسة الدولية تقع بلاد العراق في الجزء الغربي من قارة آسيا، فيشكل العراق المدخل الحدودي للوطن العربي الكبير أو ماسمي اصطلاحا القارة العربية مع آسيا من الشرق والخليج من الجنوب والعالم العربي من الجنوب والغرب وتركيا ثم أوروبا من الشمال. وأطلق عليه الخليفة عمر بن الخطاب بقوله: «العراق رأس حربة الإسلام وحصن الثغور». وهو أيضا مكون هام من مكونات بلاد العرب لكونه أحد أهم الولايات والأمصار التابعة للدولة العربية الإسلامية على مر العصور. وحيث أستقبل دولة الخلافة العباسية على أراضيه فكانت بغداد عاصمة الخلافة.
ودخل المغول بغداد في 1258م بعد مقاومة عنيفة، وفتكوا بأهلها سبعة أيام أو تزيد، وتم تخريب المدينة وحرقها وقتل سكانها وبذلك أنتهت الخلافة العباسية حيث انتقلت الخلافة إلى استانبول لتبدا حقبة الخلافة العثمانية
حكم العثمانيون العراق كونه ولاية من ولايات الخلافة الإسلامية أما المماليك فحكموا ولايات العراق الأربعة بين عامي 1775م - 1831م كولاة تابعين للدولة العثمانية، وتميزت فترة حكم المماليك بظهور دور ملحوظ للقوى الأوروبية وعلى الأخص بريطانيا وذلك من خلال الدعم البريطاني السياسي والتجاري للحكام الأغوات المماليك، الأمر الذي أضاف عاملا جديدا في إبقاء السلطة بيد المماليك وترسيخ السيطرة العثمانية غير المباشرة.
انتهى حكم المماليك في أكتوبر/ تشرين الأول 1810 على يد العثمانيين لأسباب تتعلق بمحاولة حكم المماليك للعراق بشكل مركزي بعيدا عن سيطرة الدولة المركزية في الآستانة. وظلت الأسر المحلية في العراق تحكم بموجب فرمانات من السلطة العثمانية كأسرة آل الجليلي في الموصل وأسرة بابان في السليمانية.

## بوادر الاحتلال البريطاني للعراق
خططت بريطانيا كدولة عظمى لاحتلال العراق وضمه إلى مجموعة ممالكها منذ عصر الاستعمار وهو حقبة ما بعد عصر النهضة في أوروبا. حيث نمت حركة استكشاف العوالم الجديدة في أصقاع الأرض[ ؟ ] النائية كالأميركيتين وأستراليا ونيوزيلاندا وغيرها لأسباب تتعلق بالهوس لاكتشاف عوالم جديدة ولإثبات كروية الأرض[ ؟ ]
كما جرت العادة على ضم هذه الممالك إلى الدول الكبرى ذلك الوقت كبريطانيا وفرنسا وروسيا وألمانيا والنمسا وإسبانيا والبرتغال وهولندا وغيرها، وتوسع الأمر إلى التنافس بالهيمنة على الدول الأخرى غير الأوروبية أو ما يُسمى بالسياسة الاستعمارية، وذلك لأسباب إستراتيجية تتعلق بالسيطرة على خطوط المواصلات العلمية التي تعتبر عصب الحياة الأوروبية في ذلك الوقت، فخطوط المواصلات تلك كانت تعتبر شريان الحياة للدول الاستعمارية وذلك بعد فترة الثورة الصناعية وحاجة تلك الدول للمنافذ التسويقية لتصريف بضائعها التي بدأت تتكدس جراء حركة الإنتاج والعمل على نطاق واسع بعد إشباع السوق المحلية الأوروبية، كما أنها في الوقت نفسه أضحت بحاجة إلى مواد أولية كالحديد والفحم[ ؟ ] الحجري والخشب وغيرها ولاحقا حاجتها إلى الأيدي العاملة الرخيصة لإدامة عجلة الصناعة المدنية منها والحربية المتنامية. ثم تعاظم دور الدول المستكشفة والتي تم استعمارها بعد اكتشاف النفط كوسيلة من وسائل حركة عجلة الحياة.
بريطانيا وكدولة استعمارية كبرى سبق وأن هيمنت على الهند والتي أسمتها «درة التاج البريطاني» لما للهند من مميزات هامة على رأسها، وجود الموارد المعدنية من ضمنها التوابل بأنواعها وبكثرة كون الهند من الدول الأولى في إنتاج العديد من المواد الأولية كأرقى أنواع الخشب والتوابل وغيرها من المواد الأولية. وقوعها في وسط آسيا وعلى المحيط الهندي مما منحها موقعا استرتيجيا تعد بموجبه محطة للرحلات التجارية والاستكشافية والعسكرية البرية والبحرية تربطها بشرق وجنوب شرق آسيا حيث ارتبطت بريطانيا بعلاقات تجارية كبيرة مع الصين واليابان وكوريا وسيام وتايلاند وفيتنام وسنغافورة وماليزيا وإندونيسيا والفلبين، كذلك تعتبر هنا طمعت بريطانيا باحتلال الهند وبقى هذا الاحتلال قرابة أربعمائة سنة. ونتيجة هذا الاستعمار وجراء النضال الطويل الدامي للشعب الهندي تولدت حكومة محلية مرتبطة بالتاج البريطاني تتسم بنوع من الحكم الذاتي، وهي في نفس الوقت عضوا كومنويلث، تلك المنظمة التي تنضوي تحت لواء التاج البريطاني، حيث تكون شبه مستقلة من جهة إلا أنها تفتقر لوجود ملك أو رئيس حيث تكتفي برئيس وزراء كأعلى سلطة تنفيذية وأن تكون ملكة بريطانيا هي رمز الدولة، ويمثلها شخص يسمى بالحاكم العام، وهذا ما نجده حاليا في أستراليا وكندا وسابقا في الهند والعراق عندما حاولت بريطانيا ضم العراق. وسميت تلك الحكومة بحكومة الهند الشرقية البريطانية ولها حاكم عام ووزراء بريطانيون وموظفون وجيش المكون من ضباط بريطانيون الأصل مجنسون بالجنسية الهندية أما الهنود فكانوا يتبوئون الوظائف الصغيرة كجنود في الجيش مع بعض الفيالق من الجنود البريطانيين. وكان لتلك الدولة الهجينة إستراتيجياتها وأمنها القومي المنطلق من أمن الطبقة الحاكمة والحفاظ على النفوذ البريطاني في المنطقة وديمومة خطوط الاتصال والمواد الأولية لبريطانيا.
بقي نقص هام في المعادلة الاستعمارية، وهي الطرف الثاني من عقدة المواصلات، حيث من الجانب الآخر الموصل ببريطانيا كان هنالك خط طويل من المواصلات يمر عبر قارات وحضارات وتضاريس ومجتمعات متباينة وربما كانت تحت نفوذ دول استعمارية منافسة أو معادية، مما يعرض خط المواصلات هذا للتهديد، فخط المواصلات المتمم الذي يربط الهند من الجهة الثانية ببريطانيا يمر غربا عبر العراق عن طريق بحر العرب مرورا بالخليج العربي نحو ميناء البصرة الإستراتيجي، وخط السير هذا مكون من ولايات وإمارات تابعة للدولة العثمانية وتتناوب على احتلالها أحيانا هولندا والبرتغال. والعراق إضافة إلى كونه عقد مواصلات إستراتيجية هامة على مدى العصور وباختلاف الأزمان، طمحت بريطانيا للهيمنة عليه لبسط نفوذها على الجانب الآخر من خطوط المواصلات الذي يربطها ببريطانيا عبر الأردن وفلسطين اللتين وقعتا لاحقا تحت الانتداب البريطاني، ليكتمل خط المواصلات من خلال البحر الأبيض المتوسط حيث هيمنت بريطانيا على عدد من المحطات في رحلتها الاستعمارية تلك عبر البحر المتوسط كما فعلت في الهند وشرق الهند، فدأبت بالهيمنة على جزيرة قبرص المتاخمة للساحل العربي ثم جزيرة كريت التي تأتي بعدها في عرض البحر المتوسط وجزيرة مالطه القريبة الواقعة بين ليبيا وإيطاليا ثم استعمرت مضيق جبل طارق المحطة الأخيرة للبحر المتوسط والذي يقربها من الجزر العظمى لما اصطلح عليه ببريطانيا العظمى.
مهدت دولة الهند البريطانية لغزو واحتلال العراق بإيعاز من «حكومة صاحب الجلالة» في لندن تمهيدا لضمه إلى إمبراطوريتها من خلال سياسة اعتمدتها منذ وقت طويل جاوز فترة المائتي عاما وذلك بعقد الاتفاقات التجارية وإرسال السفراء والقناصل والمستشرقين لدراسة المجتمع العراقي عن كثب، وتعزز ذلك من خلال تأسيس شركة الهند الشرقية البريطانية وما سُمي لاحقا بيت لينج للتجارة مع الهند. تلا ذلك عقد اتفاقية تجارية مهمة أسست بموجبها حكومة الهند البريطانية أسطول النقل النهري عبر ميناء البصرة مرورا بنهري دجلة والفرات لنقل البضائع البريطانية المارة من مستعمراتها عبر الهند إلى البصرة ثم إلى تركيا عبر دجلة والثاني إلى البحر المتوسط عبر الفرات المار بحلب القريبة من البحر المتوسط، وذلك بسبب طول المسافة لخط النقل البري القديم عبر الصحراء بين العراق والأردن ثم فلسطين وما يسببه من أخطار من تعطل وسائل النقل إلى تعرضه لسرقة قطاع الطرق الخ.

## خطط الاحتلال
وبعد اندلاع الحرب العالمية الأولى عام 1914 ودخول الدولة العثمانية في تحالف إلى جانب ألمانيا ضد دول الحلفاء بزعامة بريطانيا وفرنسا وروسيا القيصرية، أدى إلى قطع خطوط المواصلات الإستراتيجية لبريطانيا مع مستعمراتها مما سيؤدي إلى انقطاع شريان الإمدادات الحيوي للحرب والحياة العامة بسبب اعتمادها الكلي في مواردها وموادها الأولية وتمويل قطعاتها علاوة على منافذ التجارة التي تعد عماد الاقتصاد البريطاني، الأمر الذي أدى ببريطانيا إلى اعتماد خطة سريعة في الوقت الذي كان الجهد العسكري في المواجهات مع ألمانيا وحلفائها منصبا على الجبهات الرئيسية في قلب أوروبا، مارست بريطانيا الضغط على دول الحلفاء باتخاذ الإجراءات التالية:
- شن روسيا لهجوم مدبر على الأراضي العثمانية من الشمال لاسيما وأن روسيا قد دخلت في حرب مع الدولة العثمانية لما اصطلح عليه بحرب القرم حيث كانت تطمح روسيا إلى ضم حوض البحر الأسود لممالكها وجعله بحيرة روسية تمهيدا للحلم الروسي بالتقرب من المياه الدافئة للخليج العربي والبحر المتوسط. تلك الحرب التي دخلت فيها روسيا عبر القوقاز إلى الولايات الشرقية للدولة العثمانية موطن الأكراد الأصلي وبعض الأقليات المسيحية قرب بحيرة وان وما جاور مدينة أرضروم.
- ممارسة الضغط على الدولة العثمانية من الداخل لتشتيت جيوشها وذلك بتشجيع بريطانيا وفرنسا للدعوات العربية بضرورة تحرير العرب من ربقة الهيمنة التركية بعد سياسة التتريك التي مارسها السلاطين العثمانيون المتأخرون والتي تجلت بشكل واضح على أثر الانقلاب الذي أحدثه حزب الاتحاد والترقي ذو النزعة العنصرية التركية، حيث دعمت الشريف حسين في مشروعه لإقامة دولة عربية بتحرير العرب من الدولة العثمانية التي لكانت تضم الولايات العربية زائدا تركيا فقط، وذلك بإخراج تركيا من المنظومة العربية ونقل الخلافة إلى مكة، حيث انشطر الجيش التركي إلى ثلاثة أقسام شطر يحارب ما سُمي بالجبهة الشرقية مع الروس وشطر يحارب في الجبهة الغربية مع الألمان في القاطع الأوروبي للدولة العثمانية في ألبانيا ورومانيا والبوسنة والهرسك واليونان ومع تخوم النمسا، والشطر الثالث كان يحارب جيش الشريف حسين في اليمن والحجاز والخليج والشام والعراق، علاوة على انفصال الفيالق العربية من الجيش العثماني وانضمامها إلى جيش الشريف حسين وهي من خيرة القطعات تدريبا وأفضل الضباط قادة وأرفعهم رتبا، والذين كونوا لاحقا الجيشين العراقي والسوري.
- تقسيم الوطن العربي من خلال منح الولايات والإمارات العربية الاستقلال من خلال اتفاقية سايكس – بيكو الموقعة بين الحلفاء تمهيدا للانفراد بكل ولاية على حدة واحتلال الولايات المطلوب احتلالها وتجنبين تجييش الولايات الأخرى ضدهم.
- احتلال العراق لإدامة خطوط المواصلات البريطانيdd.

## العمليات العسكرية والميدانية
مع بدء الحرب العالمية الأولى في أكتوبر/تشرين الأول عام 1914م، أنزلت حكومة الهند البريطانية الشرقية جيشا مؤلفا من عدد من فيالق من خليط من بريطانيين وهنود بما سموا بجيش الليفي، حيث وطئت أرض أول جندي هندي بريطاني منطقة رأس الخليج العربي بين الكويت والبصرة، وبعد حوالي شهرين تمكنت القوات البريطانية من سيطرتها على البصرة بإسناد من الشركات التجارية البريطانية – الهندية ومجموعة الجواسيس العاملين في القنصليات البريطانية، إلا أن القوات الغازية منيت بخسائر منكرة على يد القوات العثمانية في معركة الشعيبة في أبريل/نيسان 1915م. واستمر توغل القوات البريطانية شمالا وانقسمت الفيالق إلى نصفين عند القرنة موقع تلاقي دجلة بالفرات مكونين شط العرب، حيث استمرت القطعات بالتوغل صعودا مع مجرى النهرين مع ما واجهته القطعات المحتلة من مقاومة من القوات العثمانية وبعض المتطوعين فيما سمي بالجهادية، حيث واجهت القوات البريطانية هجوما مقابلا على تخوم مدينة الكوت بوصفها الخط الدفاعي الأخير لبغداد عسكريا، حيث منيت قوات الاحتلال بخسائر جسيمة حوصرت على إثرها القوات البريطانية لمدة أربعة أشهر حيث أنهكها الإعياء الثقيل وقلة التموين والإمداد وسوء الإدارة والتنظيم علاوة على قساوة الظروف المناخية، مما أدى إلى استسلام القوات البريطانية بيد القوات العثمانية في أبريل/نيسان 1916م، مما أدى إلى انهيار الحملة جراء كل هذه العوامل التي تسببت بتوقف الحملة وإعادة تنظيم القطعات طالبة إمدادات إضافية من الهند، إلا أن ثقل أعباء الحرب في الجبهتين الشرقية في أذربيجان وشرق الأناضول والغربية في البلقان وانهيار بعض الجبهات الألمانية وانسحاب روسيا من الحرب في أعقاب الثورة البلشفية الشيوعية أدت إلى تقهقر القوات العثمانية مما شجع القوات البريطانية على دخول صعب لمشارف لبغداد في مارس/آذار عام 1917م، واحتلال تكريت يوم 6 تشرين الثاني 1917م، والوصول إلى مشارف كركوك في أغسطس/ آب 1918م، مما أدى إلى خسائر كبيرة في الفيلق السادس العثماني، إلا أنها توقفت إلى هذا الحد من التقدم.
دفعت التطورات في العراق والهزائم العثمانية الأخرى في الشام والحجاز واليمن إضافة إلى هزائم المحور بشكل عام في أوروبا إلى عقد هدنة موردوس بين الحلفاء والدولة العثمانية، التي تضمنت ضرورة انسحاب الجيوش العثمانية من مواقع القتال في العراق، ومن الجدير بالذكر هنا بأنه وتنفيذا للهدنة طالبت بريطانيا بانسحاب القوات العثمانية من ولاية الموصل التي دمجت إدارياً معها ولاية شهرزور «كردستان» لاحقاً. رفض الحاكم العسكري العام لولاية الموصل من تسليم الموصل كونها لم تدخل المواجهات الحربية المباشرة فهي لاتعد من مواقع الاشتباك والقتال إلا أنه أذعن أخيرا وسحب قواته منها في نوفمبر/تشرين الثاني عام 1918م ولم تعد للدولة العثمانية منذ ذلك التاريخ أي سلطان على العراق. وقد حُدد خط الهدنة بالحدود الإدارية الشمالية لولاية الموصل في حين عزم أحرار العرب المنتمين للجمعيات السرية المنادية باستقلال العراق والولايات العربية الأخرى عن الدولة العثمانية على المطالبة بديار بكر وضمها للعراق لاحقا كونها تاريخيا عربية وتتضمن عشائر عربية كبرى وهي تقع شمال ولاية الموصل.
قال سالم مشكور في كتابه (نزاعات الحدود في الخليج) "وبذلك إستغرق احتلال العراق اكثر من أربع سنوات، أي فترة تزيد على الحرب العالمية الأولى، خسر البريطانيون خلالها ١٠٠ ألف جندي بين قتيل وجريح حسبما ذكر لويد جورج في أحد المؤتمرات التي عقدت بعد الحرب".